# Nirvána
A nirvána (szanszkrit nirvāṇa (निर्वाण), páli nibbāna (निब्बान)) a végső cél, a beteljesülés vagy üdvösség az indiai vallásokban. Az ind filozófia egyes értelmezéseiben a nirvána a Brahmannal való egyesülést jelenti a móksán keresztül, azaz az örök egység létrehozása Istennel vagy az Abszolútummal. A sramanák szerint a szenvedés állapotától (dukkha) való megszabadulás. Nem megszűnést vagy megsemmisülést jelent, hanem megszabadulást a lélekvándorlásnak szenvedésekkel járó körforgásából.
Szó szerint az jelenti, hogy „elfújni” – amely hindu szövegkörnyezetben a szenvedéstől és az individualista léttől való megszabadulásra utal, míg a buddhizmusban a kapzsiság, a gyűlölet és az érzéki csalódás lángjának elfújását jelenti.. A nirvánát általában negatív fogalmakkal ill. a szanszárához kötő indulatok hiányaként szokás leírni, pozitív megfogalmazása (a Négy Pecsét negyedik tagja): a legfőbb boldogság, béke.

## Hinduizmus
Amikor valakinek a kozmikus „játéka” véget ér, és eléri a megszabadulást (móksa), akkor belép a nirvánába. A nirvána igazi jelentése az, hogy a lélek nem kerül újabb anyagi testbe (szanszára). Ebben az állapotban megszűnik minden földi tevékenység, eltűnik minden vágy, minden szenvedés, kötődés és halál. Ekkor az ember túllép az idő és a tér fogalmán.
Srí Csinmoj alapján a nirvána statikus egység Istennel. Ott az üdvösség statikus állapotában minden véget ér. A nirvánát elárasztja a végtelen béke és üdvösség, a transzcendentális gyönyör. Az abszolút Igazság szempontjából a nirvána a célok célja az olyan keresők számára, akik többé nem akarnak részt venni Isten megnyilvánult teremtésében.
Ez a világ, a Föld a kozmikus erők „táncának játszótere”. Az indiai spirituális tanítók szerint a világ májá, azaz illúzió, ahol Durgá (Májádéví) misztikus energiájával elbűvöli és befedi az embereket, lehetővé téve számukra, hogy kiéljék hajlamaikat az anyagi világban. Amikor valaki belép a nirvánába, felismeri, hogy mi az illúzió.
A nirvána tapasztalata minden Isten-megvalósított lélek rendelkezésére áll. 
A nirvána nagyon magas állapot. De az állandó nirvána azoknak való, akik megelégszenek a legfelsőbb átman, Brahman statikus formájával. Azonban azok számára, akik Istennek dolgoznak, nem ez a legmagasabb állapot. Ha valaki Istent akarja szolgálni a Földön, akkor újra és újra vissza kell jönnie e világba, hogy az emberiségben szolgálja a Legfelsőbb Lényt. Ha valaki a teremtés területén akarja kinyilvánítani a Legfelsőbbet, akkor annak a Legfelsőbb Lény tökéletes dinamizmusával kell dolgoznia, nem pedig a nirvánában pihennie. Ha valaki meg akarja testesíteni Isten statikus és dinamikus formáját is, akkor annak túl kell mennie a nirvánán és a kinyilvánítás mezejére kell lépnie.

## Buddhizmus
A buddhista hagyomány alapján kétféle nirvána lehet: az egyik a megvilágosodásnál, a másik pedig az ember halálánál valósulhat meg. Az elsőt szopádhiszesza-nirvánának, a másodikat pedig parinirvánának (anupadhiszésza-nirvána vagy végső nirvána) nevezik.
Gautama Buddha a nirvánáról semmilyen meghatározást nem adott, viszont szüntelenül visszatért bizonyos tulajdonságaira: a tökéletesen nyugodt tudat állapota, amely megszabadult a vágyakozásoktól, haragtól és egyéb kínzó állapotoktól (klésák).
A nirvána egy olyan transzcendens állapotot jelöl, amelyet a szenvedés, a gondolkodás vagy érzelem, azaz az individuális jelenségekkel kísért lét vonásainak teljes hiánya jellemez. A tudat megleli a békét az egész világgal, együtt érez minden lénnyel és lemond a rögeszmékről és a berögzülésekről. Ezt a létező alaköltés szenvedéseinek lecsendesítésével és az újabbak megszületésének megakadályozásán keresztül éri el. A nirvánában a vágyakozás és utálat gyökere kerül kiirtásra. Ezután az ember már nincs kitéve szenvedésnek (dukkha) és további újraszületéseknek a szanszárában. A páli kánon szerint a nirvánában megtapasztalható a dolgok üres természete (súnjata) is.
A Dhammapada szentírásokban Buddha azt mondja, hogy a nirvána a legnagyobb boldogság. Ez egy kitartó, mindent átható boldogság, amely a megvilágosodással keletkező nyugodtsággal jár. A nirvánát kísérő tudást a bódhi (megvilágosodás) szó fejezi ki.
A hínajána buddhizmus szerint a nirvána diametrikus ellentéte a szanszárának, olyan állapot, amelyről már nem lehet semmit mondani. A mahájána számára a szanszára és a nirvána az „üresség” két aspektusa. 
A mahájána buddhizmus a nirvána végcélja elé legfőbb üdvcélként beiktatja egyfajta mennybeli paradicsom (szukhávatí), a Japánban és Kínában annyira kedvelt "tiszta ország ege" képzetét. Amitábha buddha birodalma minden elképzelhető gyönyörrel írja le az üdvözülteket. Az üdvcélhoz annyi út visz, ahányféle üdv van. Az abszolút üdvhöz vivő utat a nyolcszoros ösvény írja le. A különböző egekbe vivő utak viszont megszámlálhatatlanok. 